# Acide tungstique
L'acide tungstique est un composé chimique de formule généralement écrite H2WO4. S'agissant d'un hydrate du trioxyde de tungstène WO3, il peut être écrit WO3·H2O ; on connaît également le dihydrate WO3·2H2O, ou H4WO5. Il n'existe cependant pas sous forme de molécules discrètes H2WO4, mais plutôt comme un cristal hydraté formé de couches d'unités WO5(H2O) à coordination octaédrique partageant quatre sommets. Le dihydrate présente la même structure, avec les molécules d'eau supplémentaires intercalées entre les couches.
Le monohydrate est un solide jaune cristallisé insoluble dans l'eau. Ses sels sont appelés tungstates et contiennent l'anion WO42−.
L'acide tungstique a été découvert en 1781 à Köping par Carl Wilhelm Scheele. On peut l'obtenir par acidification de solutions de tungstates et en chauffant très doucement le dihydrate WO3·2H2O ainsi précipité. Une réaction possible consiste à traiter du tungstate de calcium CaWO4 par un mélange d'acide chlorhydrique HCl concentré et d'acide nitrique HNO3 :
CaWO4 + 2 HCl ⟶ H2WO4 + CaCl2.